# Unterseeboot 1052
L'Unterseeboot 1052 ou U-1052 est un sous-marin allemand (U-Boot) de type VIIC utilisé par la Kriegsmarine pendant la Seconde Guerre mondiale.
Le sous-marin est commandé le 5 juin 1941 à Kiel (Arsenal Germania), sa quille posée le 8 février 1943, il est lancé le 16 décembre 1943 et mis en service le 20 janvier 1944, sous le commandement de l'Oberleutnant zur See Friedrich Weidner.
L'U-1052 ne coule ni n'endommage aucun navire, n'ayant pris part à aucune patrouille de guerre.
Il capitule en mai 1945 et est coulé en décembre 1945.

## Conception
Unterseeboot type VII, l'U-1052 avait un déplacement de 769 tonnes en surface et 871 tonnes en plongée. Il avait une longueur totale de 67,10 m, un maître-bau de 6,20 m, une hauteur de 9,60 m et un tirant d'eau de 4,74 m. Le sous-marin était propulsé par deux hélices de 1,23 m, deux moteurs diesel Germaniawerft M6V 40/46 de 6 cylindres en ligne de 1 400 cv à 470 tr/min, produisant un total de 2 060 à 2 350 kW en surface et de deux moteurs électriques Brown, Boveri & Cie GG UB 720/8 de 375 cv à 295 tr/min, produisant un total 550 kW, en plongée. Le sous-marin avait une vitesse en surface de 17,7 nœuds (32,8 km/h) et une vitesse de 7,6 nœuds (14,1 km/h) en plongée. Immergé, il avait un rayon d'action de 80 milles marins (150 km) à 4 nœuds (7,4 km/h; 4,6 milles par heure) et pouvait atteindre une profondeur de 230 m. En surface son rayon d'action était de 8 500 milles nautiques (soit 15 700 km) à 10 nœuds (19 km/h).
L'U-1052 était équipé de cinq tubes lance-torpilles de 53,3 cm (quatre montés à l'avant et un à l'arrière) et embarquait quatorze torpilles. Il était équipé d'un canon de 8,8 cm SK C/35 (220 coups), d'un canon antiaérien de 20 mm Flak et d'un canon 37 mm Flak M/42 qui tire à 15 350 mètres avec une cadence théorique de 50 coups par minute. Il pouvait transporter 26 mines TMA ou 39 mines TMB. Son équipage comprenait 4 officiers et 40 à 56 sous-mariniers.

## Historique
Il passe sa période d'entraînement initial à la 5. Unterseebootsflottille jusqu'au 4 juillet 1944, puis l'U-1052 rejoint la U-Abwehrschule pour la formation des équipages.
Le 13 novembre 1944, l'U-1052 entre en collision avec le caboteur Saude (352 tonnes) au sud de Bergen, en Norvège. Le navire civil coule et l'U-Boot s'en sort avec des dommages superficiels.
Le sous-marin ne participe à aucune patrouille de guerre.
Après la reddition de l'Allemagne nazie le 8 mai 1945, l'U-1052 capitule le 9 mai 1945 à Bergen en Norvège.
Le 30 mai 1945, il est transféré au point de rassemblement de Loch Ryan en vue de l'opération Deadlight, entreprise alliée de destruction massive de la flotte d'U-Boote de la Kriegsmarine.
L'U-1052 coule le 9 décembre 1945 (ou le 7 décembre selon une autre source) à la position 55° 50′ N, 10° 05′ O, par un tir d'avion de chasse Firefly du 816 Naval Air Squadron (en) du porte-avions HMS Nairana.

## Affectations
- 5. Unterseebootsflottille du 20 janvier 1944 au 4 juillet 1944 (Période de formation).
- U-Abwehrschule du 5 juillet 1944 au 8 mai 1945 (Navire-école).

## Commandement
- Oberleutnant zur See Friedrich Weidner du 20 janvier 1944 au 4 juillet 1944.
- Oberleutnant zur See Günther Scholz du 5 juillet 1944 au 9 mai 1945.